# バットウィール
バットウィール（Batwheels）は、アメリカ合衆国のテレビアニメ。アメリカではMaxで2022年9月17日から配信され、カートゥーンネットワークで2022年10月17日から放送されている。日本のカートゥーンネットワークでは2023年5月4日から放送されている。

## 概要
バットモービルなどといったDCヒーローの愛車たちが、バットマザーボードで喋れるようになり、ゴッサム・シティでヴィランと戦うために「バットウィール」を結成する。

## キャラクター
担当声優は原語版と日本語版の順。

### バットウィール
バットモービル / バム
声 - ジェイコブ バートランド、梶原岳人
バットマンの愛車、バットウィールのリーダー。
レッドバード / レッド
声 - ジョーダン リード（～36話）⇒タイタス ブレイク（37話～）、花守ゆみり
ロビンの愛車。
バットガール・サイクル / ビビ
声 - マディガン・カクマー、ファイルーズあい
バットガールの愛車。
バットトラック / バフ
声 - ノア・ベントレー、大野智敬
モンスタートラック。
バットウィング / ウィング
声 - リ・リマー、松岡美里
超音速ジェット。
バットコンピューター / BC
声 - キンバリー・ブルックス、京花優希
チームのスーパーバイザー。
モー / モバイル・オペレーション・エクスパート
声 - ミックウィンゲート、堀総士郎
ロボット整備士。

### バットファミリー
ブルース・ウェイン / バットマン
声 - イーサン・ホーク、加瀬康之
デューク・トーマス / ロビン
声 - AJ・ハドソン、小野塚貴志
カサンドラ・ケイン / バットガール
声 - リア・ルイス、夏吉ゆうこ
オリバー・クイーン / グリーン・アロー
声 - マクラウド・アンドリュース、未定

### リージョン・オブ・ズーム
バッドコンピューター
声 - ソンウォン・チョ、蒔村拓哉
クラッシュ
声 - トム・ケニー、未定
プランク
声 - グリフィン・バーンズ、長谷徳人
ジェスタ
声 - アレクサンドラ・ノヴェル、内山茉莉
ダッキー
声 - アリアン・カッサム、寺井大樹
クイズ
声 - ジョージー・モンタナ・マッコイ、浜田洋平
スノーイー
声 - ショロ・マリデュエニャ、伊原正明

### ローグスギャラリー
ジョーカー
声 - ミック・ウィンガート、奈良徹
ハーレイ・クイン
声 - チャンドニ・パレク、篠原侑
オズワルド・コブルポット / ペンギン
声 - ジェス・ハーネル、後藤光祐
エドワード・ニグマ / リドラー
声 - チョ・ソンウォン、若林佑
ビクター・フライズ / ミスター・フリーズ
声 - レジ・デイヴィス、藤井隼
セリーナ・カイル / キャットウーマン
声 - ジーナ・ロドリゲス、杉山里穂
パメラ・アイズリー / ポイズン・アイビー
声 - ケイリー・スナイダー、古賀英里奈
トイマン
声 - ジェームズ・アーノルド・テイラー、安田陸矢

## 各話リスト
| 話数 | 邦題                         | 原題                           | 米国放送日     | 日本放送日     |
| ---- | ---------------------------- | ------------------------------ | -------------- | -------------- |
| 1    | バットウィールのたんじょう   | Secret Origin of the Batwheels | 2022年9月17日  | 2023年5月4日   |
| 2    | ダッキーをとめろ!            | Stop That Ducky                | 2022年10月17日 | 2023年5月4日   |
| 3    | バフのしんゆう               | Buff's BFF                     | 2022年10月17日 | 2023年5月4日   |
| 4    | そらのうえ                   | Up in the Air                  | 2022年10月17日 | 2023年6月4日   |
| 5    | ビビのループ                 | Bibi's Do-Over                 | 2022年10月17日 | 2023年6月4日   |
| 6    | ぼくたちはチーム!            | Sidekicked to the Curb         | 2022年10月17日 | 2023年6月4日   |
| 7    | おこっちゃダメ!              | Keep Calm and Roll On          | 2022年10月17日 | 2023年6月4日   |
| 8    | バムのアップグレード         | Bam's Upgrade                  | 2022年10月17日 | 2023年6月4日   |
| 9    | レッドバードのビーチのひ     | Redbird's Bogus Beach Day      | 2022年11月7日  | 2023年7月1日   |
| 10   | たのしいわがや               | Cave Sweet Cave                | 2022年11月7日  | 2023年7月1日   |
| 11   | どきょうだめし               | Scaredy-Bat                    | 2022年11月8日  | 2023年7月1日   |
| 12   | これな～んだ?                | Riddle Me This                 | 2022年11月8日  | 2023年7月1日   |
| 13   | チームワーク                 | Zoomsday                       | 2022年11月21日 | 2023年7月1日   |
| 14   | ばくおんでしょうぶ!          | Rev and Let Rev                | 2022年11月21日 | 2023年7月1日   |
| 15   | BCがいないひ                 | Batcomputer for a Day          | 2022年11月28日 | 2023年7月1日   |
| 16   | グリーンでいこう!            | Grass is Greener               | 2022年11月28日 | 2023年7月1日   |
| 17   | バムのしっぱいばなし         | Bam's Clawful Mistake          | 2023年5月1日   | 2023年9月16日  |
| 18   | はんにんはハーレイ?          | Harley Did It                  | 2023年5月1日   | 2023年9月16日  |
| 19   | バフはぶきっちょ             | Buff in a China Shop           | 2023年5月1日   | 2023年9月16日  |
| 20   | ビビがふたりも!?             | A Tale of Two Bibis            | 2023年5月1日   | 2023年9月16日  |
| 21   | ゴッサム・グランプリ         | Batty Race                     | 2023年5月1日   | 2023年12月2日  |
| 22   | そらとぶともだち             | When You're a Jet              | 2023年7月3日   | 2023年12月2日  |
| 23   | いっしょにパトロール         | Ride Along                     | 2023年7月10日  | 2023年12月2日  |
| 24   | ルールのりゆう               | Wheels Just Want to Have Fun   | 2023年7月17日  | 2023年12月2日  |
| -    | こおりのクリスマス           | Holidays on Ice                | 2022年12月5日  | 2023年12月24日 |
| 25   | タフ・バフ・ブルース         | Tough Buff Blues               | 2023年7月24日  | 2024年1月6日   |
| 26   | ウィール・サイド・ストーリー | Wheel Side Story               | 2023年7月31日  | 2024年1月6日   |
| 27   | きみはエース                 | Ace in the Hole                | 2023年9月11日  | 2024年1月6日   |
| 28   | メカニックにおまかせ         | Mechanic Panic                 | 2023年9月12日  | 2024年1月6日   |
| 29   | そっきょうでしょうぶ!        | Improvise My Ride              | 2023年9月13日  | 2024年5月11日  |
| 30   | あたしたちはめいコンビ       | Dynamic Du-Oh-No               | 2023年9月14日  | 2024年5月11日  |
| 31   | レトロなバットモービル       | To the Batmobile!              | 2023年9月15日  | 2024年5月11日  |
| 32   | くらやみでもへっちゃら       | The Dark Night                 | 2023年11月6日  | 2024年3月30日  |
| 33   | ジョークのライセンス         | License to Joke                | 2023年11月7日  | 2024年9月21日  |
| 34   | ついてないひ                 | Bibi's Bad Day                 | 2023年11月8日  | 2024年9月21日  |
| 35   | うみのバットウィング         | A Jet Out of Water             | 2023年11月9日  | 2024年9月21日  |
| 36   | ボディ・チェンジ             | Batty Body Swap                | 2023年11月10日 | 2024年9月21日  |
| 37   | ナイトバイクさんじょう！     | Nightbike                      | 2024年2月12日  | 2025年1月18日  |
| 38   | バットシグナルをとりもどせ   | Bat-Light Blow-Out             | 2024年2月13日  | 2025年1月18日  |
| 39   | キティのおとまりかい         | Kitty's Sleepover              | 2024年2月14日  | 2025年1月18日  |
| 40   | ぬいぐるみをすくえ           | Mission: Stuffed Animal        | 2024年2月15日  | 2025年1月18日  |
| 41   | ボンボン・バム               | Follow the Bouncing Bam        | 2024年2月16日  | 2025年3月1日   |
| 42   | ビッグ・リグ・バム！         | Big Rig Bam                    | 2024年2月20日  | 2025年3月1日   |
| 43   | あこがれのこうくうショー     | Air-Show, Don't Tell           | 2024年2月21日  | 2025年3月1日   |
| 44   | あばれるモンスター・トラック | Monster Truck Amok             | 2024年2月22日  | 2025年3月1日   |
| 45   | モーのキラキラペンキ         | Razzle dazzle Frazzle          | 2024年2月23日  | 2025年5月17日  |
| 46   | モピーマシン                 | Multi-MOE                      | 2024年2月24日  | 2025年5月17日  |
| 47   | Tレックスのぼうけん          | A T-Rexcellent Adventure       | 2025年2月18日  | 2025年5月17日  |
| 48   | エースのドッグ・ショー       | Bats In Show                   | 2025年2月19日  | 2025年5月17日  |
| 49   | ゴッサム・ガーディアンズ     | The Gotham Guardians           | 2025年2月20日  | 2025年7月12日  |
| 50   | バット･ダンスでしょうぶ      | Save the Bat Dance for Me!     | 2025年2月21日  | 2025年7月12日  |

## 主題歌
日本語版主題歌
「ぼくたちバットウィール」
歌 - THE SUPER FRUIT